# Sierra Leone Armed Forces FC
El Sierra Leone Armed Forces Football Club es un equipo de fútbol de Sierra Leona que milita en la Liga Premier de Sierra Leona, la liga de fútbol más importante del país.

## Historia
Fue fundado en el año 2000 en la ciudad de Makeni y es el equipo que representa a las Fuerzas Armadas de Sierra Leona, por lo que la mayoría de sus integrantes son soldados del ejército nacional. Su mejor temporada ha sido la del 2011/12, año en el que ascendieron a la Liga Premier de Sierra Leona por primera vez en su historia.
En su primera temporada en la máxima categoría, 10 de los 14 equipos participantes boicotearon la liga, de los cuales el RSLAF fue uno de los 4 que no se unió al boicot, esto por la exclusión de 5 personas en las elecciones de la Asociación de Fútbol de Sierra Leona, entre ellas el exjugador histórico Mohamed Kallon, aunque la liga continuó con 4 equipos, y el RSLAF logró un histórico segundo lugar, aunque con algo de polémica.
A nivel internacional participó por primera vez en la Copa Confederación de la CAF 2014, en la cual fueron eliminados en la ronda preliminar al GAMTEL FC de Gambia.

## Palmarés
- Promotion Tournament: 1

2012-13

## Participación en competiciones de la CAF
| Temporada | Torneo                       | Ronda      | Club              | Casa  | Visita | Global |
| --------- | ---------------------------- | ---------- | ----------------- | ----- | ------ | ------ |
| 2014      | Copa Confederación de la CAF | Preliminar | GAMTEL FC         | 0-1   | 0-2    | 0-3    |
| 2017      | Copa Confederación de la CAF | Preliminar | Wikki Tourists FC | 2-0   | 0-1    | 2-1    |
| 2017      | Copa Confederación de la CAF | 1          | Club Africain     | w.o.1 | 1-9    | 1-9    |

1- RSLAF abandonó el torneo antes de jugar el partido de vuelta.